# Song Hai-rim
Song Hai-rim (kor. 송해림; * 12. Januar 1985 in Seoul, Südkorea) ist eine ehemalige südkoreanische Handballspielerin, die für die südkoreanische Nationalmannschaft auflief.

## Karriere

### Im Verein
Song Hai-rim debütierte im Jahr 2002 im Alter von 17 Jahren in der Damenmannschaft von Daegu Metropolitan City Hall. Nachdem die Rückraumspielerin ab dem Jahr 2010 fünf Jahre in Japan für eine Mannschaft aus Hiroshima aufgelaufen war, schloss sie sich Anfang des Jahres 2016 der südkoreanischen Mannschaft von Seoul City Hall an. Im selben Jahr gewann sie mit Seoul City Hall die südkoreanische Meisterschaft. In der Saison 2018/19 wurde sie mit dem Assist Award der Handball Korea League ausgezeichnet. Im November 2019 wurde die Rechtshänderin von Gwangju Metropolitan City Corporation unter Vertrag genommen, die sie im Jahr 2020 wieder verließ.

### In Auswahlmannschaften
Song Hai-rim gehörte im Alter von 20 Jahren erstmals dem Kader der südkoreanischen Nationalmannschaft an. Bei ihrer einzigen Teilnahme an einer Weltmeisterschaft erzielte sie bei der WM 2005 insgesamt 18 Treffer. Vor der Asienspielen 2006 zog sich Song Hai-rim eine schwere Knöchelverletzung zu, woraufhin sie knapp ein Jahr pausieren musste. Nach ihrer Rückkehr in die südkoreanische Auswahl gewann sie die Bronzemedaille bei den Olympischen Spielen 2008. Song Hai-rim war bei den Olympischen Spielen 2016 mit einer P-Akkreditierung ausgestattet und rückte nach dem zweiten Gruppenspiel für die verletzte Rückraumspielerin Kim On-a in den südkoreanischen Kader nach. Mit ihrer Mannschaft, für die sie in den letzten drei Turnierspielen sechs Treffer erzielte, schloss sie das olympische Handballturnier auf dem zehnten Platz ab. Zwei Jahre später folgte eine Teilnahme an den Asienspielen, bei der sie mit Südkorea das Finale mit 29:23 gegen die Volksrepublik China gewann.